# Harry Redmond Jr.
Harry Redmond Jr. (Brooklyn, 15 ottobre 1909 – Los Angeles, 23 maggio 2011) è stato un artista ed effettista statunitense.
Si occupò di effetti speciali cinematografici negli anni '30-'50 e, successivamente, lavorò per la televisione.

## Biografia
Figlio di Harry Redmond Sr., uno dei primi pionieri nell'utilizzo degli effetti speciali, ebbe il ruolo di addetto agli effetti speciali nel primo King Kong (1933) e in famosi film come Il prigioniero di Zenda, Gli ultimi giorni di Pompei, Orizzonte perduto, Il pirata e la principessa, Taxi da battaglia ed Infernale avventura.

## Filmografia parziale
- Carioca (Flying Down to Rio), regia di Thornton Freeland (1933)
- La donna del ritratto (The Woman in the Window), regia di Fritz Lang (1944)
- La donna di fuoco (Ramrod), regia di André De Toth (1947)
- Il mostro magnetico (The Magnetic Monster), regia di Curt Siodmak e, non accreditato, Herbert L. Strock (1953)